# Dungeons & Dragons - L'onore dei ladri
Dungeons & Dragons - L'onore dei ladri (Dungeons & Dragons: Honor Among Thieves) è un film del 2023 diretto da Jonathan Goldstein e John Francis Daley, basato sul gioco di ruolo da tavolo Dungeons & Dragons.

## Trama
Il bardo Edgin Darvis ha trascorso anni a lavorare come membro degli Arpisti, spie che hanno giurato di combattere la tirannia e le ingiustizie senza chiedere nulla in cambio, fino a quando sua moglie viene uccisa da uno dei Maghi Rossi che aveva affrontato in missione, portandolo a rinnegare il suo giuramento da arpista. Accompagnato dalla barbara Holga Kilgore, Edgin tenta di rifarsi una vita insieme alla donna e a sua figlia Kira dedicandosi al furto, formando una squadra con lo stregone dilettante Simon Aumar e il ladro Forge Fitzwilliam. Una missione porta il gruppo a infiltrarsi in un'ex roccaforte degli Arpisti dove Edgin intende recuperare la Tavoletta del Risveglio, un artefatto magico che permette di resuscitare chiunque, anche chi sia stato ucciso da una lama dei Maghi Rossi, per far tornare in vita sua moglie, mentre la nuova alleata di Forge, Sofina, approfitta dell'irruzione per rubare un corno magico dalla roccaforte. Purtroppo Edgin fa inavvertitamente scattare un allarme e nella colluttazione che ne segue Sofina blocca il tempo con un incantesimo per fuggire con il corno; Simon e Forge riescono a sfuggire al sortilegio e a scappare a loro volta con la tavoletta, ma Edgin e Holga restano invece bloccati e vengono catturati.
Due anni dopo, Edgin e Holga riescono a scappare di prigione e apprendono che Forge è ora il tutore di Kira ed è diventato il Signore di Neverwinter. Scoprono inoltre che Forge ha mentito alla bambina riguardo al motivo per cui suo padre è stato arrestato, facendo passare Edgin per un egoista che voleva soltanto diventare ricco. Quando in seguito tenta di far giustiziare Edgin e Holga, i due riescono a scappare e decidono di formare una nuova squadra per entrare nel caveau di Forge e recuperare la Tavoletta del Risveglio custodita lì, così da dimostrare a Kira che Forge le ha mentito. Edgin e Holga rintracciano quindi Simon, ora un ladruncolo che si destreggia senza troppo successo con la magia e che suggerisce di reclutare anche Doric, una tiefling druida, la quale accetta di aiutarli per salvare l'Enclave di Smeraldo dalla tirannia di Forge. Le capacità da mutaforma animale di Doric consentono al gruppo non soltanto di saggiare le difese attorno al caveau, ma anche di scoprire che Sofina è in realtà una maga rossa con un piano in mente. Simon però dichiara che gli manca il potere per disabilitare i complessi incantesimi di protezione del caveau, ma Holga si ricorda della storia su di una reliquia recuperata dal suo popolo e che consentirebbe al gruppo di riuscire nel loro intento, l'Elmo della Disgiunzione. Dopo che Holga ha fatto visita al suo ex marito Marlamin, un halfling che si è rifatto una vita dopo l'arresto dell'ex moglie, ma senza essere arrabbiato con lei, i due si salutato e lui le restituisce il bastone che gli regalò una volta. La barbara conduce quindi la squadra in un vecchio cimitero dove Simon interroga i morti con un talismano in grado di rianimarli finché essi non rispondono a cinque domande. Dopo diversi tentativi, il gruppo risale a Xenk Yandar, un eroico paladino sopravvissuto ai Maghi Rossi, responsabili di aver distrutto il suo paese quando era un bambino, che accetta di condurli all'elmo a patto che Edgin prometta di distribuire alla popolazione di Neverwinter le ricchezze custodite nel caveau di Forge, tenendo solo la tavoletta.
Xenk guida il gruppo fino alla città sotterranea di Dolblunde, luogo dove è nascosto l'elmo, e qui Simon scopre che il bastone da passeggio regalato a Holga dal suo ex marito Marlamin è in realtà un Bastone del Qua e Là, una reliquia che consente il teletrasporto a corto raggio creando due portali comunicanti. Grazie ad esso, il gruppo riesce a recuperare l'elmo, ma si trova poi a dover affrontare prima gli assassini Thay inviati da Sofina, e poi Themberchaud, un drago rosso sovrappeso che ha fatto la tana proprio nella città sotterranea. Grazie all'ingegno di Edgin e ad uno dei pochi incantesimi funzionanti di Simon, il gruppo riesce ad uscire dal sottosuolo. Dopo aver recuperato l'elmo, Xenk se ne va ricordando a Edgin la sua promessa.
Tuttavia Simon, a causa della sua mancanza di autostima, non riesce a padroneggiare il potere della reliquia. Tutto il gruppo sembra essere pronto a mollare, così Edgin confessa di essere lui il vero responsabile della morte di sua moglie poiché, pensando che la sua famiglia meritasse di più, rubò uno dei tesori dei Maghi Rossi e questi per riprenderselo arrivarono a casa sua e uccisero sua moglie, la quale riuscì però a nascondere la piccola Kira; per questo Edgin non vuole arrendersi. 
Allora, su suggerimento di Holga, organizzano un nuovo piano per rubare le ricchezze di Forge durante i nuovi Giochi che quest’ultimo ha riaperto: usando il Bastone del Qua e Là, creano un portale all'interno di un quadro che mettono in un carro assieme ad un carico destinato al caveau. Purtroppo il quadro cade a faccia in giù dentro al caveau, impedendo al gruppo di attraversare il portale. Così, mentre Doric tenta di attraversare il portale provando a scavare un piccolo passaggio nel pavimento, gli altri si intrufolano nel castello dove Edgin incoraggia Simon dicendogli che messo alle strette riesce a dare il meglio di sé. In questo modo, Simon riesce finalmente a padroneggiare l’Elmo della Disgiunzione, acquisendo fiducia in se stesso e permettendo a lui e Holga di entrare nel caveau. Con loro sorpresa però esso appare vuoto, portando Edgin e gli altri a rendersi conto che Forge ha spostato il contenuto altrove. Edgin viene poi catturato da Sofina, fintasi Kira per intrappolarlo, mentre Doric, riuscita a passare dal portale nel quadro trasformandosi in lombrico, scopre che il contenuto del caveau si trova sotto all'arena dei Giochi, vicino ad un piccolo porto. Poco dopo però anche lei viene catturata.
Con uno stratagemma, il gruppo riesce a sfuggire all'esecuzione convincendo Forge a metterli nell'arena per partecipare ai Giochi. Simon e Doric non possono usare i loro poteri a causa di braccialetti anti-magia, ma sfruttando un cubo gelatinoso la squadra riesce comunque a scappare durante la gara, finendo in un magazzino sotto l'arena, ritrovando le loro armi e le chiavi dei braccialetti. Il gruppo comprende che l'alleanza di Forge con Sofina ha uno scopo più grande: l'uomo scapperà con le ricchezze di coloro che hanno scommesso ai Giochi, mentre Sofina lancerà la Morte che Chiama, un antico rituale per trasformare tutte le persone all'interno dell'arena nei suoi schiavi zombi usando il corno magico rubato due anni prima.
Forge cerca di raggiungere con Kira la barca dove ha fatto trasferire le sue ricchezze, ma vengono fermati dal gruppo di Edgin che riesce a dimostrare la verità a Kira. Forge, minacciando la giovane, cerca di convincere il bardo a rinunciare alla barca, ma il gruppo riesce a metterlo fuori gioco e a fuggire con le ricchezze. Tuttavia, assistendo all'inizio del rituale di Sofina, Edgin decide di tornare indietro e salvare Neverwinter utilizzando il Bastone del Qua e Là per far piovere le ricchezze rubate per tutta la città, in modo da attirare le persone fuori dallo stadio e così salvarle, mantenendo anche la promessa fatta a Xenk.
Indignata per la sua sconfitta, Sofina attacca il gruppo. Dopo un duro scontro, la maga tenta di usare nuovamente l'incantesimo di arresto del tempo, ma stavolta Simon riesce ad annullarlo con i suoi nuovi poteri, Kira riesce a mettere un braccialetto anti-magia su Sofina grazie ad un ciondolo dell'invisibilità (che Edgin e Holga le avevano regalato da bambina) e Doric, trasformata in un orso-gufo, sconfigge la maga rossa. Tuttavia, durante lo scontro Holga è stata ferita a morte dalla lama di Sofina e poiché si tratta della lama di un mago rosso, Simon non può fare nulla. Allora Edgin decide di usare la Tavoletta del Risveglio per riportare in vita Holga, essendo Kira molto più legata a lei che alla madre mai conosciuta, con la reliquia che subito dopo va in pezzi (in quanto può essere usata una sola volta). Risvegliatosi dall’incantesimo che gli aveva lanciato Sofina, il vecchio Lord di Neverwinter dichiara la squadra eroi del regno, perdonando i loro crimini e assicurando protezione all'Enclave di Smeraldo, mentre Forge viene catturato e mandato in prigione da Xenk. 
Tempo dopo Forge, davanti alla commissione per la richiesta del perdono, tenta di evadere usando la stessa tattica usata da Edgin e Holga all'inizio del film, ovvero tramite la finestra, ma fallisce poiché la suddetta finestra è stata murata dopo la precedente evasione.
La scena a metà dei titoli di coda mostra l'ultimo dei cadaveri risvegliati dal talismano di Simon, ancora rianimato dopo che la banda lo ha lasciato dopo avergli inconsapevolmente fatto solo quattro domande, il quale supplica che gli venga fatta un'altra domanda per tornare morto.

## Produzione

### Sviluppo
Il 7 maggio 2013, la Warner Bros. Pictures e la Sweetpea Entertainment di Courtney Solomon hanno annunciato un film basato su Dungeons & Dragons, con David Leslie Johnson-McGoldrick alla sceneggiatura e Roy Lee, Alan Zeman e Solomon alla produzione. Due giorni dopo, la Hasbro ha presentato un'azione legale affermando che stava co-producendo un film su Dungeons & Dragons presso la Universal Pictures con Chris Morgan alla scrittura e alla regia. Il 3 agosto 2015, dopo che il giudice distrettuale degli Stati Uniti Dolly Gee ha esortato la Sweetpea Entertainment e la Hasbro a risolvere il caso dei diritti cinematografici, il film della Warner Bros. è stato avviato alla pre-produzione con Hasbro. Il 31 marzo 2016 Rob Letterman era in trattative per dirigere la sceneggiatura di Johnson-McGoldrick, e il suo ruolo è stato confermato il 13 maggio 2016. Nell'aprile 2017, l'attore Joe Manganiello, appassionato di Dungeons & Dragons, ha rivelato di aver scritto una sceneggiatura con John Cassel per il progetto e di stare "parlando con tutte le parti giuste" per realizzare il film. Dopo aver completato la sceneggiatura, Manganiello ha lavorato in collaborazione con Brad Peyton e Dwayne Johnson, che erano entrambi in trattative per sviluppare il film.

### Riprese
Le riprese sono iniziate nell'aprile 2021 in Islanda, e si sono concluse il 19 agosto successivo.
Le riprese principali si sono tenute a Belfast, Irlanda del Nord, un mese più tardi. Goldstein dichiarò che quando il cast arrivò in Irlanda del Nord, si mise a giocare diverse ore a D&D con gli attori principali così da farli entrare nel mondo fantasy del gioco. Il 19 agosto 2021, Daley annunciò che le riprese del film erano terminate. Gli effetti speciali furono prodotti da Industrial Light & Magic (ILM), Moving Picture Company (MPC) e Crafty Apes.

## Colonna sonora
1. I Wasn't Always a Thief – 0:58
2. Finding Zia – 1:36
3. Thick as Thieves – 2:59
4. Korrin's Keep – 2:23
5. Escape the Tower – 0:45
6. Dungeons and Dragons – 1:35
7. Journey to Neverwinter – 1:04
8. Reunited with Kira – 1:08
9. Forge Begins – 0:44
10. Sofina Starts – 0:25
11. That's Why You Came Back – 1:29
12. Into the Floor – 1:58
13. Execution Escape – 0:49
14. Be Gone – 1:29
15. Magic Show Melee – 1:16
16. Owl Bear – 1:38
17. Doric's Story – 0:50
18. Szass Tam's Story – 0:52
19. Wizardry – 1:46
20. Gwynn – 1:07
21. Down at the Cemetery – 4:23
22. Xenk – 1:16
23. Thayan Flahback – 1:30
24. Swear to It – 1:22
25. The Underdark – 3:11
26. Unlock the Helmet – 1:38
27. The Ruckus – 1:43
28. Themberchaud – 2:37
29. Trapped – 1:29
30. Swim to the Beach – 0:38
31. Goodbye Xenk – 0:50
32. Helmet Attuning – 1:20
33. Remembering You – 1:08
34. Never Stop Failing – 3:10
35. The Heist – 2:32
36. Forge's Speech – 1:42
37. Into the Castle – 2:25
38. Simon Does It – 2:04
39. Sofina's Trickery – 2:48
40. Entering the Arena – 1:55
41. The Maze – 4:58
42. Beneath the Maze – 1:14
43. Sorry Forge – 2:43
44. Turn the Ship Around – 3:22
45. Final Battle – 4:13
46. Fallen Foe – 0:45
47. A Red Wizard's Blade – 3:30
48. The Reawakening – 1:29
49. Forge's Tale – 1:31
50. Wings of Time (scritto da Kevin Parker e Nick Allbrook; eseguita dai Tame Impala) – 2:48

## Promozione
Il trailer è stato distribuito il 21 luglio 2022.

## Distribuzione
Il film è uscito nelle sale cinematografiche statunitensi il 31 marzo 2023, mentre in quelle italiane il 29 marzo 2023.Il film è stato trasmesso in prima visione tv l'8 novembre 2024 su Italia 1 raccogliendo 851.000 spettatori pari al 5.4% di share.

## Accoglienza

### Incassi
Il film, realizzato con un budget di 150 milioni di dollari, ha incassato complessivamente 205187763 $.

### Critica
Il film è stato accolto positivamente dalla critica. Sull'aggregatore di recensioni Rotten Tomatoes ha ottenuto il 91% dei giudizi professionali positivi, con un voto medio di 7,4 su 10 basato su 315 critiche, mentre su Metacritic ha un punteggio di 72 su 100 basato su 57 recensioni.